# 龐南巴拉姆·阿魯納恰拉姆
龐南巴拉姆·阿魯納恰拉姆（英語：Ponnambalam Arunachchalam，1853年9月14日—1924年1月9日），英屬錫蘭泰米爾裔政治家、大律師，錫蘭行政局與立法局局員。1919-20年錫蘭國會主席。

## 生平
他是典型在英式教育制度裡一帆風順的殖民地精英階層。在奉行精英入學制、國內首家男子公立中學的科伦坡皇家学院畢業。1871年10月10日入讀劍橋大學基督學院法律與歷史系，1875年文學士畢業。1872年6月7日入讀林肯律師學院，1875年獲授予大律師執業資格（Call to the bar）。。
1875年加入錫蘭公務員體制，是極少數的非英國籍公務員。1887年升任錫蘭註冊總署署長，1911年匯編的全國人口普查為一大政績。1913年自公務員體系退休，錫蘭總署委任他為行政局局員。
1916年當選大不列顛及愛爾蘭皇家亞洲學會錫蘭分會主席，是首任錫蘭人上任。1919年，被任命為僧伽羅人與泰米爾人在國會的代表。

## 引用文獻
1. ↑  . . University of Cambridge.